# The Spiders from Mars
The Spiders from Mars var musikern David Bowies kompband under tidigt 70-tal och bestod av gitarristen Mick Ronson, basisten Trevor Bolder och trumslagaren Mick Woodmansey. De fick sitt namn genom albumet The Rise and Fall of Ziggy Stardust and the Spiders from Mars som kom ut 1972.

## Diskografi
Album
- Spiders From Mars (1976)

Singlar
- "White Man, Black Man" / "Nation Poll" (1975)
- "(I Don't Wanna Do No) Limbo" / ""Can It Be Far" (1976)